# Стоянів
Стоя́нів — село в Україні, у Радехівській міській громаді Шептицького району Львівської області. Населення становить 2942 особи.

## Географія
Розташоване на автомобільній дорозі Н09 Львів — Луцьк. У селі є залізнична станція, церква, костел, народний дім, бальнеологічна поліклініка, середня школа, торфобрикетний завод.

## Населення
За даними всеукраїнського перепису населення 2001 року у селі мешкало 2942 особи.
Мова
Розподіл населення за рідною мовою за даними перепису 2001 року був наступним:
| українська | 2922 | 99,32 |
| російська  | 17   | 0,58  |
| молдовська | 1    | 0,03  |
| білоруська | 2    | 0,07  |

## Історія
Першу згадку про Стоянів датують 1501 роком. Привілеєм короля Сигізмунда II Августа 1547 року Стоянову було надано магдебурзьке право.
З 1629 року почали з'являтися перші єврейські поселенці. Серед євреїв було багато торговців, ремісників, майстрів з обробки дерева, також вони займались будівництвом
За часів Хмельниччини місто дуже потерпало не стільки від боїв, як від постоїв та переходів військ. Так було 1651 року, перед битвою під Берестечком. Після таких постоїв Стоянів занепав надовго.
20 серпня 1750 року Казімєж Понятовський отримав від багате Сокальське староство (20000 золотих кварти) разом з війтівством Стоянівським у Белзькому воєводстві.
З часів другого поділу Польщі (1793 p.) Стоянів став прикордонним містечком на кордоні Австрії з РФ лінія кордону проходила на відстані двох кілометрах на північ від Стоянова. Входило до складу Золочівського округу — адміністративної одиниці Королівства Галичини та Володимирії у складі імперії Габсбургів (з 1804 року Австрійської імперії). Хоч місто опинилося в глухому куті, зате процвітала прикордонна торгівля, особливо контрабанда.
У 1822 році в центрі містечка збудовано дерев'яну церкву святої Параскеви, яку у 1975 році перенесено до музею «Шевченківський гай» у Львові.
У 1850 році в Стоянові відкрили першу початкову однокласову школу. Згодом її було реорганізовано в двокласову, а на початку XX століття в чотирикласну. Школа була українською, хоча більшість вчителів були поляками.
1901 року розпочалося будівництво костелу Найсвятішого Серця Ісусового, що тривало чотири роки й завершилося у 1905 році.
У 1910 році через містечко прокладено залізницю. Під час першої світової війни її намагалися продовжити до Луцька, однак це зробили лише у міжвоєнний період. 1931 року у Стоянові мешкало 4200 осіб, а нині — 2942 особи.
До 1939 року Стоянів зберігав статус містечка.
У вересні 1944 року партизани УПА двічі атакували в селі залізничну станцію.
У 1955 році для видобутку та переробки торфу в східній частині села було збудовано торфобрикетний завод.
У 1983 році на місці старої церкви святої Параскеви було збудовано нову триповерхову школу з двома басейнами.
Має свій герб і прапор.

## Історичні та культурні пам'ятки у Стоянові
- Греко-католицька церква св. пр. Іллі, збудована 1895 року. Храмовий празник відзначається у День Іллі (20 липня).
- Костел Найсвятішого Серця Ісусового (1901 р.).
- Старий єврейський цвинтар.
- Пам'ятник «Стіна скорботи».
- Пам'ятник полеглим у Другій світовій війні.
- Церква святої Параскеви (перенесена до Шевченківського гаю).
- Монумент на місці церкви святої Параскеви.
- Козацька могила.

## Відомі люди
- Батюк Степан Якович — педагог і освітній діяч на Лемківщині, майстер різьби по дереву.
- Возняк Степан Михайлович — доктор філософських наук, професор, франкознавець.
- Заремба Володимир Федорович (нар. 1933) — український митець, майстер різьби по дереву.
- Петро Ількович Кравчук — український письменник, літературознавець, публіцист, один із лідерів прогресивної соціалістичної української громади у Канаді, дослідник історії української еміграції у Канаді, автор близько 40 публіцистичних книг і брошур, сотень статей.
- Кратко Мирослав Іванович — український математик.
- Куцик Володимир Анатолійович (1968—2019) — український військовик, солдат Збройних сил України, учасник російсько-української війни.
- Кс. Францішек Кутровський — пробощ[5], після репатріації — пробощ та декан Олавський[6].
- Лобай Євген — поручник УПА, командир сотні «Кочовики» в ТВ-12 «Климів», Лицар Бронзового Хреста Бойової Заслуги.
- Оренчук Василь Якович — український дипломат. Генеральний консул Української Держави та Української Народної Республіки в Мюнхені (1918—1921).